# Orle Gniazda

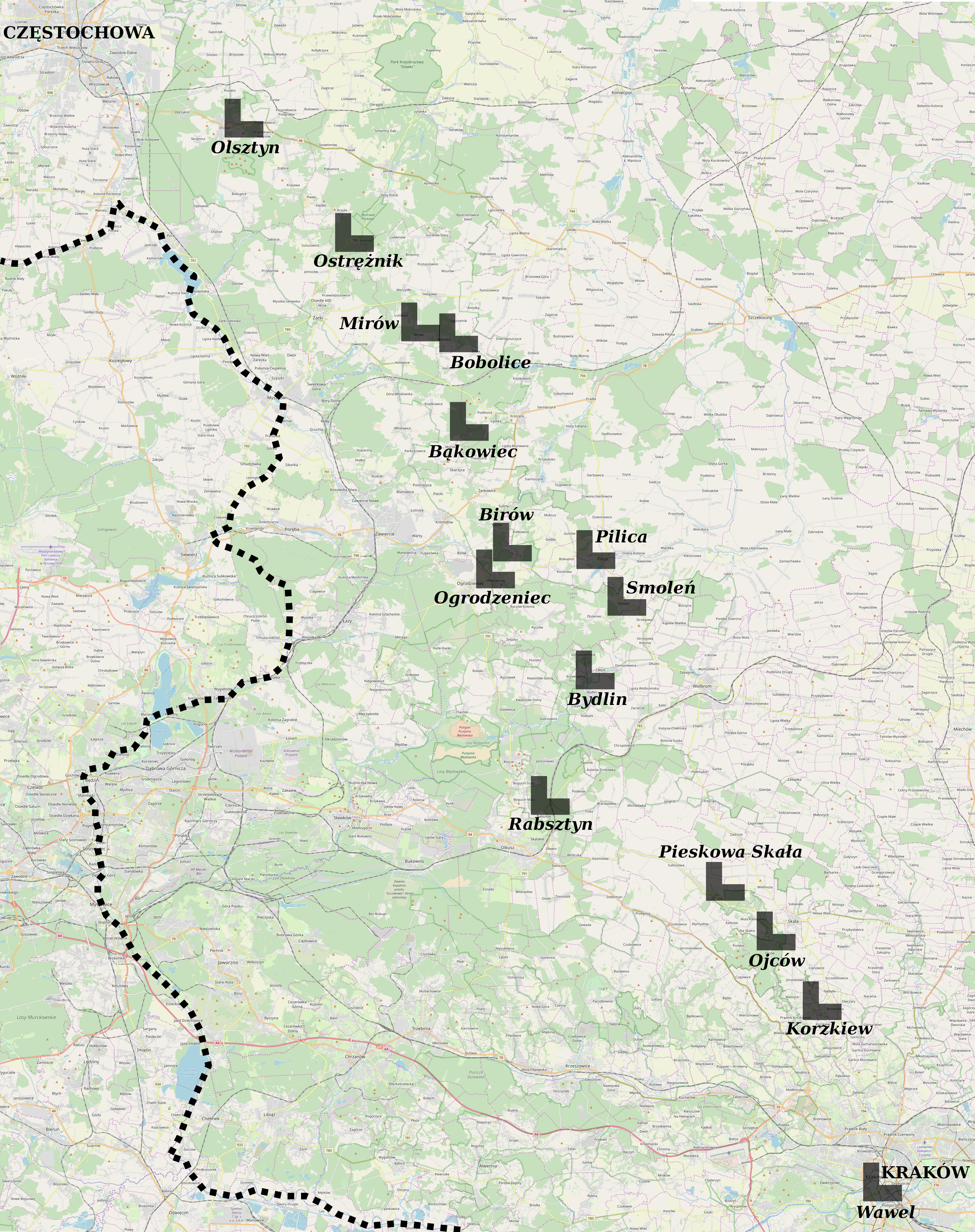
Orle Gniazda

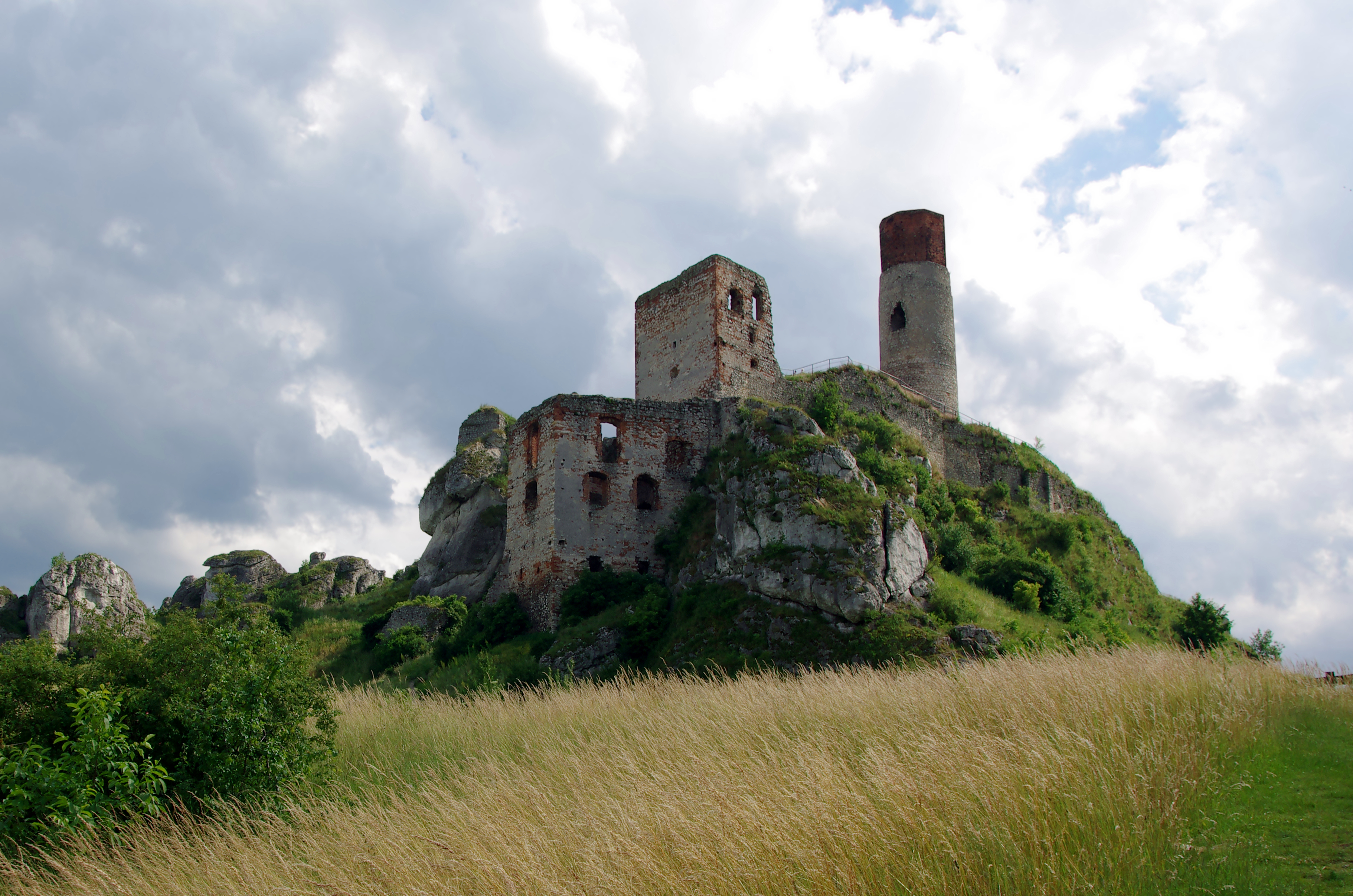
Ruiny zamku w Olsztynie

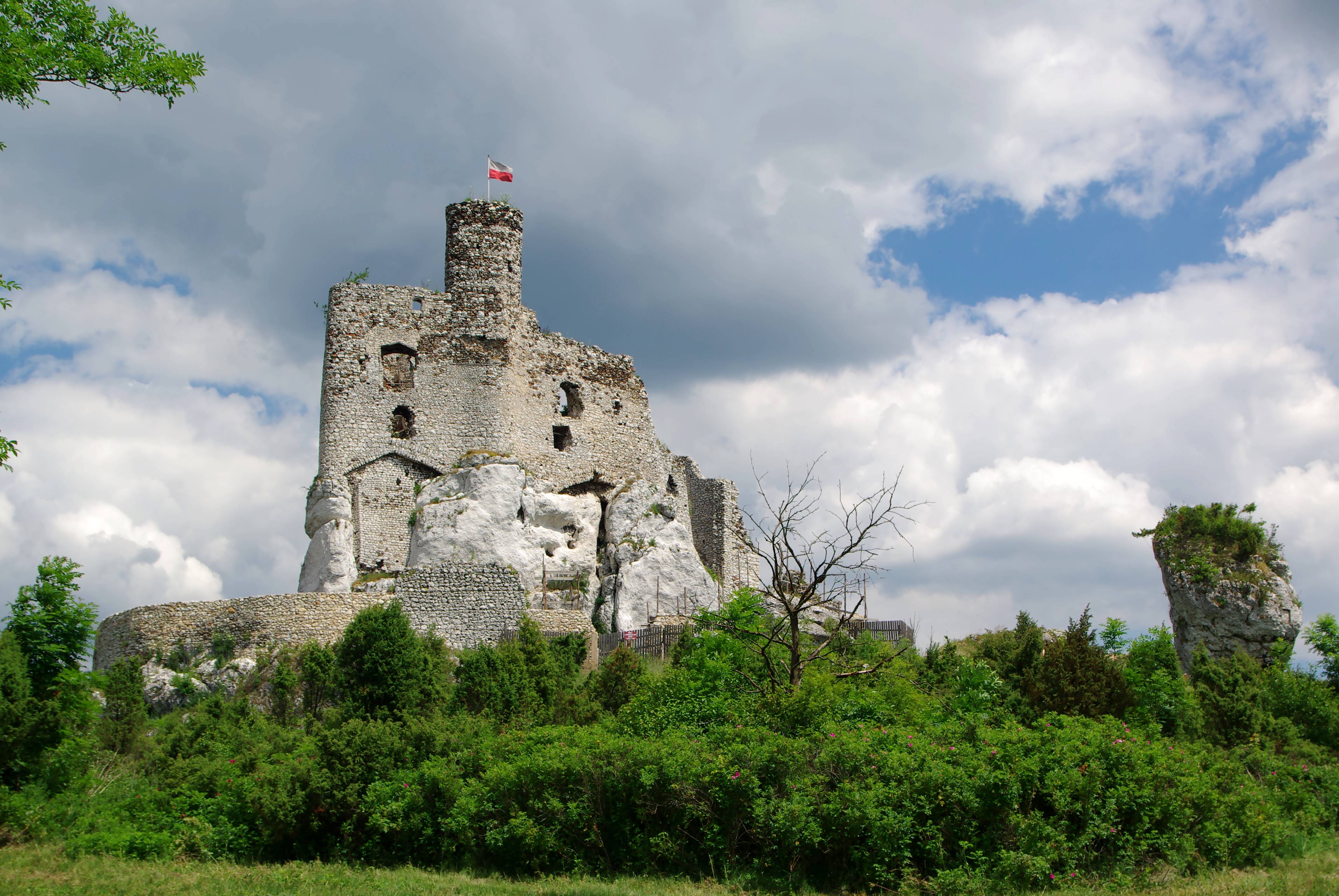
Ruiny zamku w Mirowie

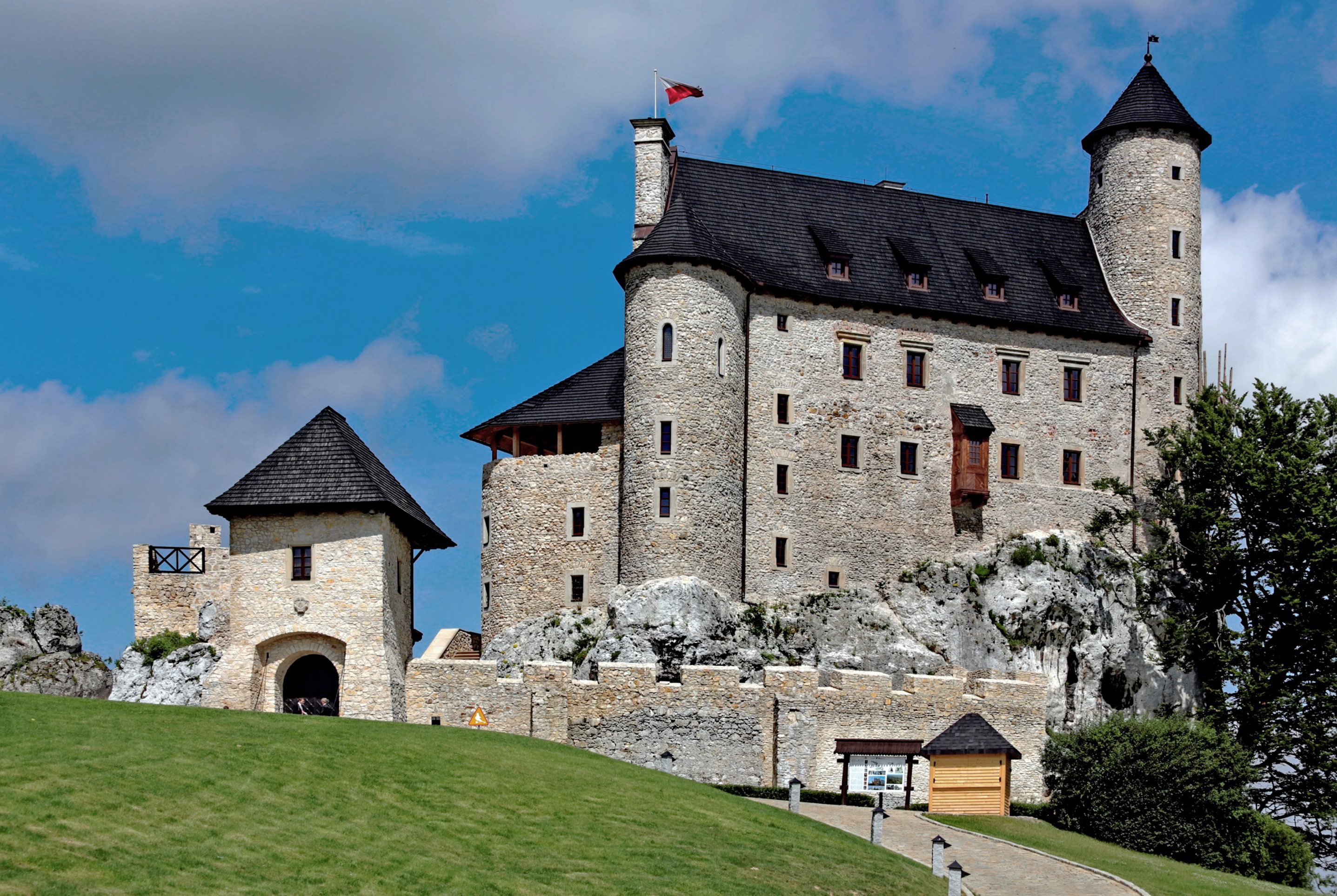
Zamek w Bobolicach

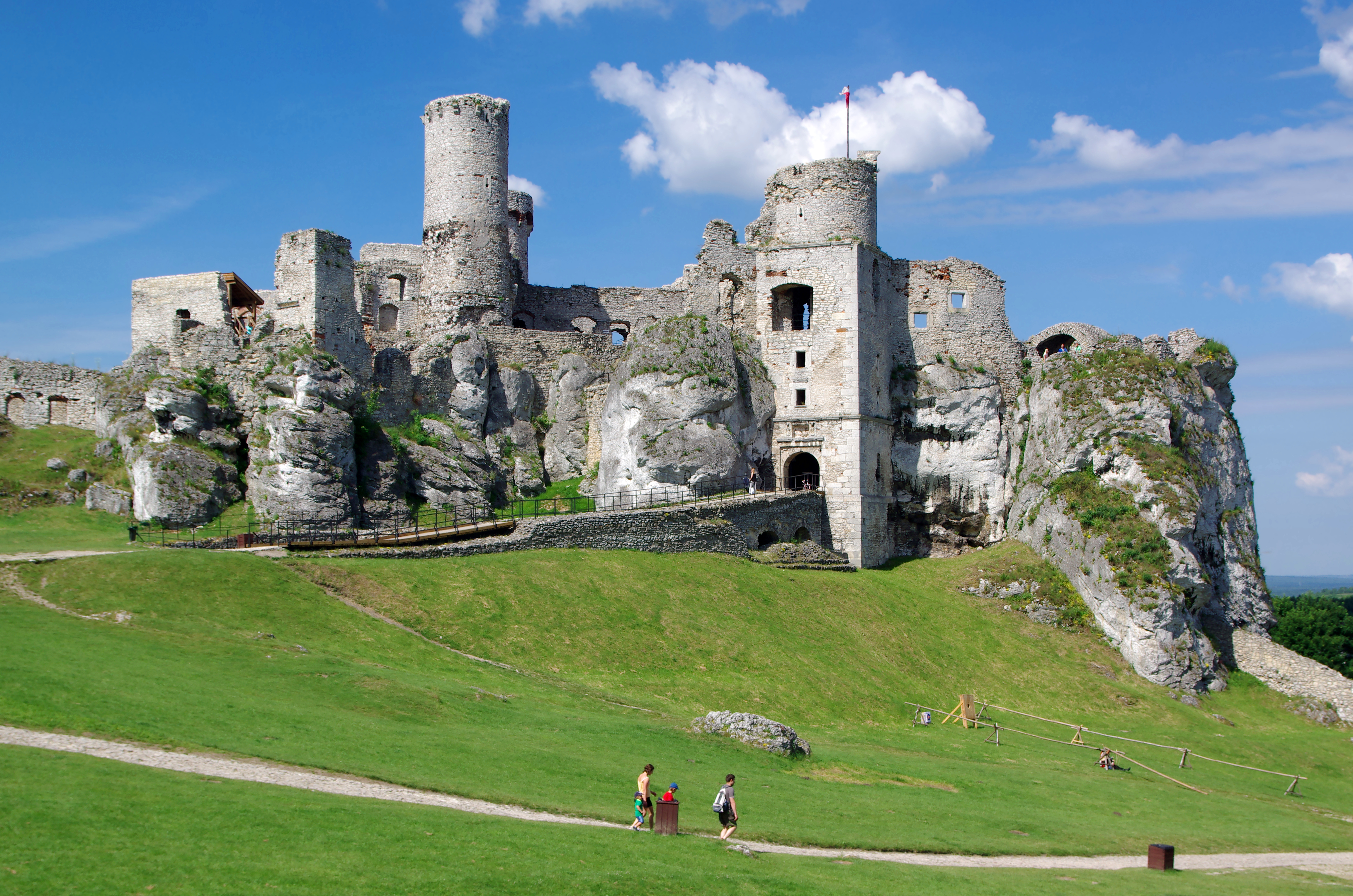
Ruiny zamku Ogrodzieniec w Podzamczu

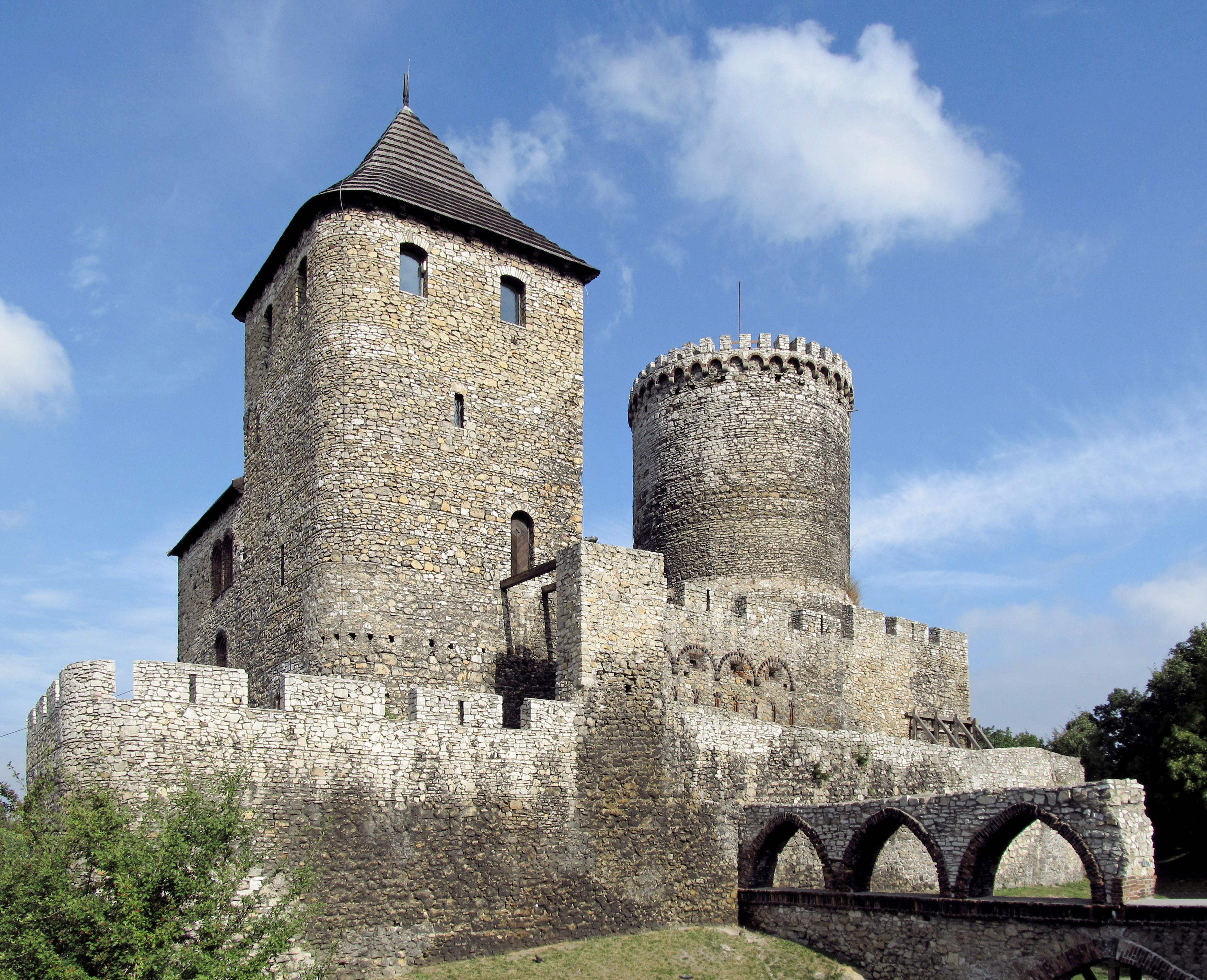
Zamek w Będzinie

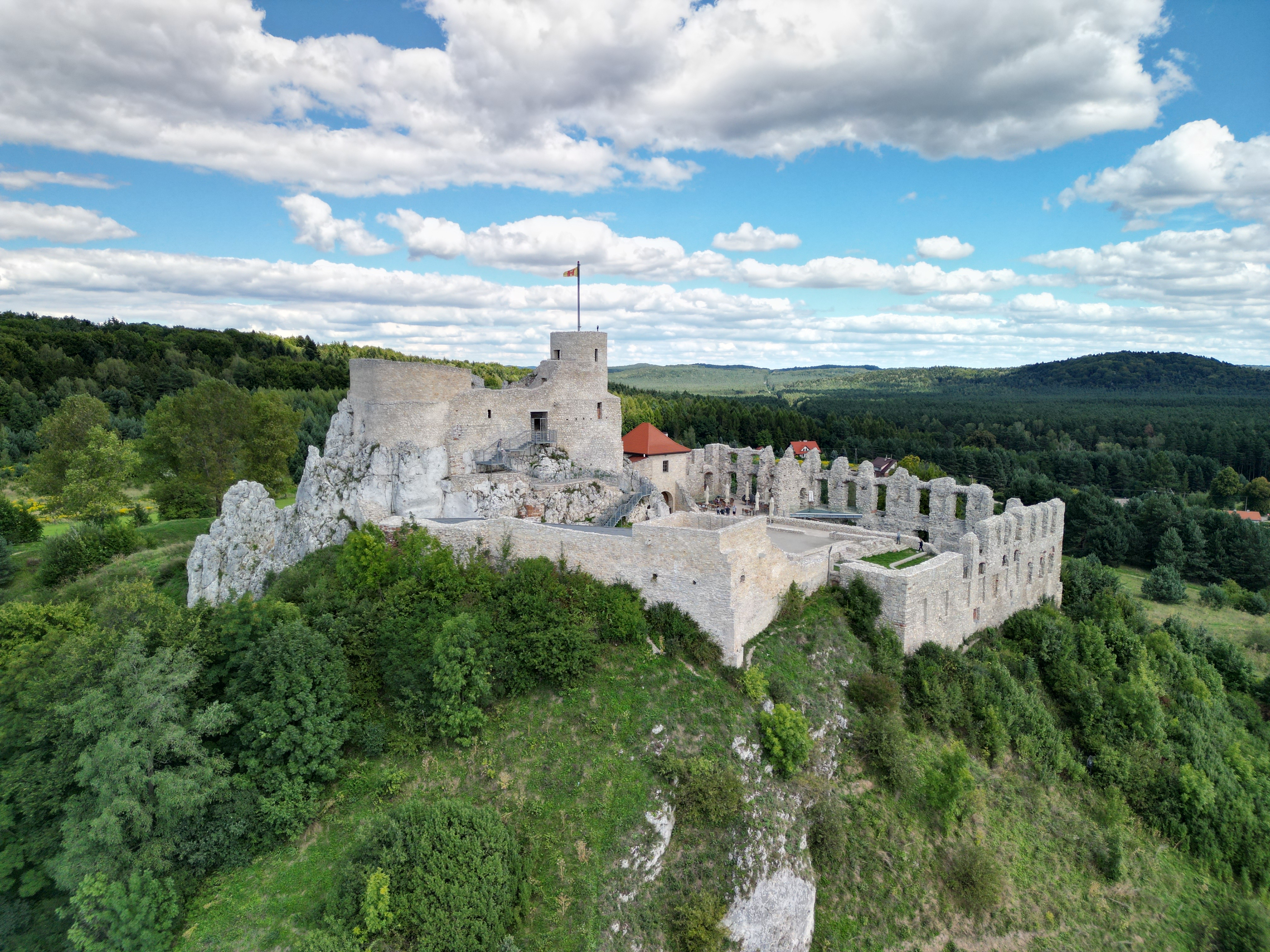
Ruiny zamku w Rabsztynie

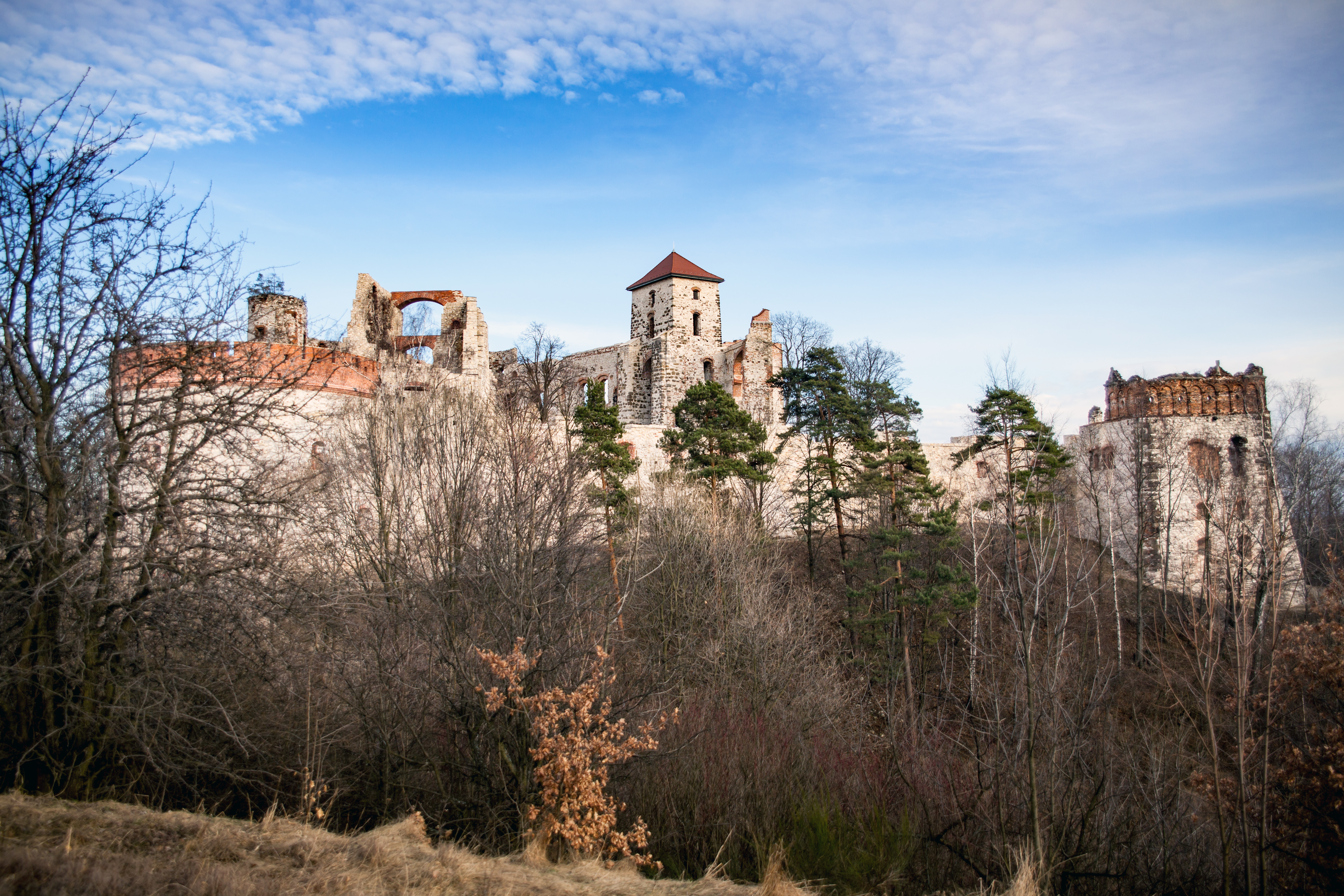
Ruiny zamku Tenczyn w Rudnie

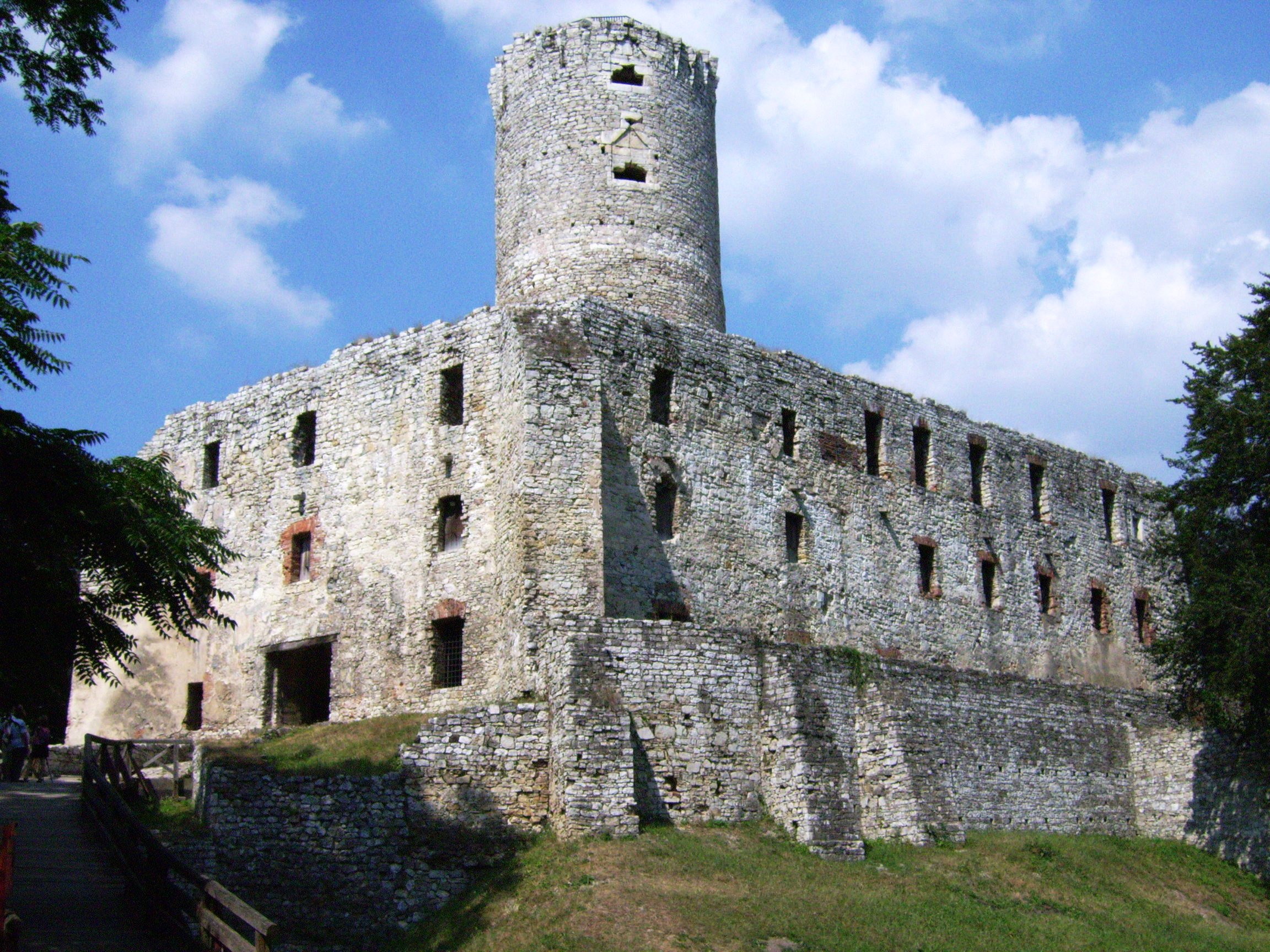
Ruiny zamku Lipowiec w Babicach

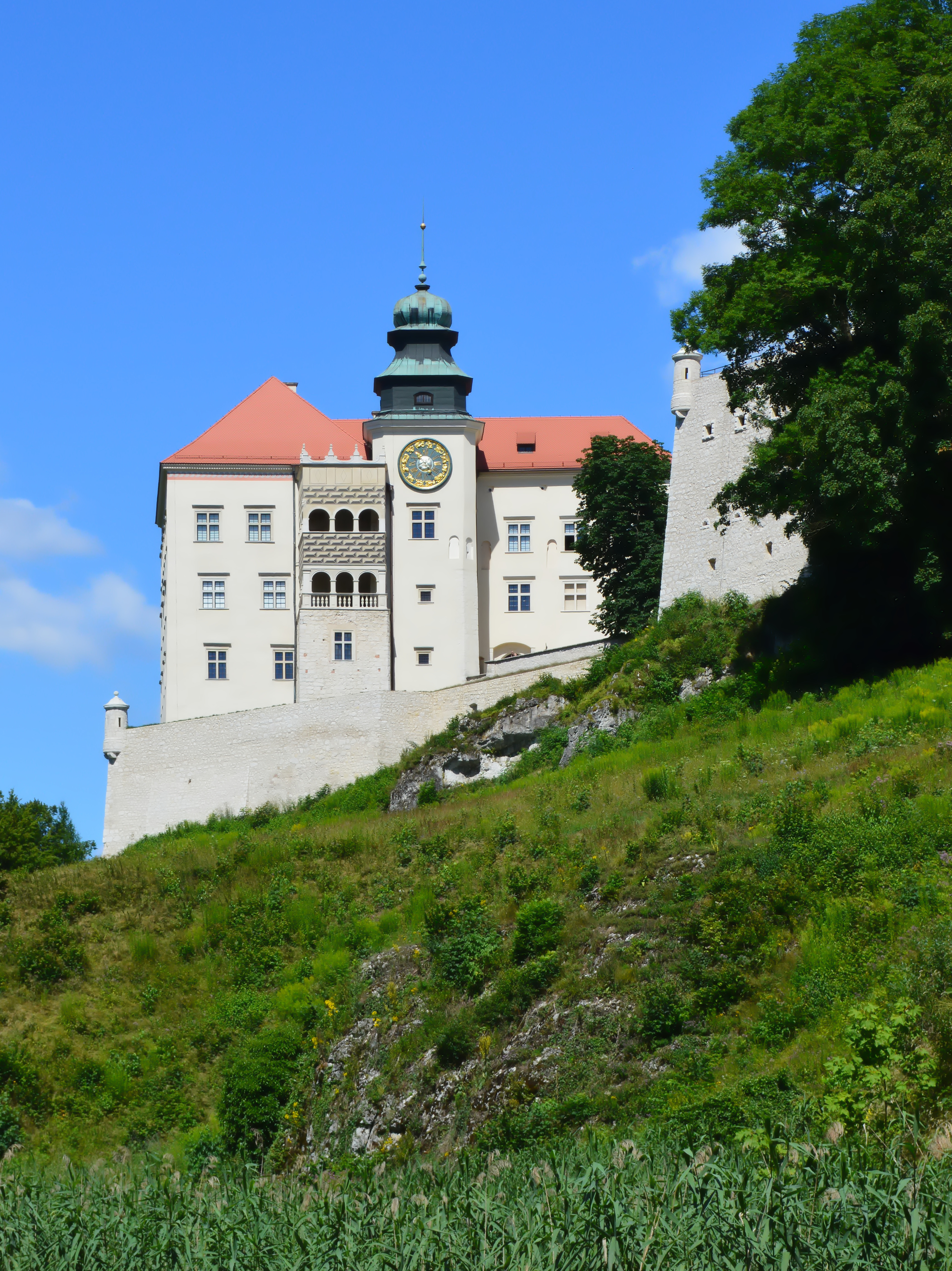
Zamek Pieskowa Skała w Sułoszowej

Orle Gniazda – system średniowiecznych zamków, niegdyś strzegących granicy Królestwa Polskiego. Większość z zamków na tym obszarze została wybudowana na trudno dostępnych wapiennych skałach (na podobieństwo orlich gniazd) Wyżyny Krakowsko-Częstochowskiej, prawdopodobnie z polecenia króla Kazimierza Wielkiego w celu ochrony Krakowa na wypadek najazdów wojsk czeskich Jana Luksemburskiego od strony Górnego Śląska, które nastąpiły w 1327 i w 1345 roku.

## Zamki królewskie
Zamkami królewskimi znajdującymi się na tym terenie były:
- zamek w Bobolicach
- zamek w Brzeźnicy
- zamek w Krzepicach
- zamek w Lelowie wraz z otoczonym murami miastem
- zamek w Ojcowie
- zamek w Olkuszu wraz z otoczonym murami miastem
- zamek w Olsztynie
- zamek w Ostrężniku
- zamek w Rabsztynie
- zamek w Ryczowie
- zamek w Wieluniu wraz z otoczonym murami miastem
- zamek w Żarnowcu

## Zamki prywatne
Powyższe zamki były wsparte przez zamki prywatne:
- zamek w Białym Kościele
- zamek w Bydlinie
- zamek w Siewierzu
- zamek w Dankowie
- zamek w Korzkwi
- zamek w Koziegłowach
- zamek Lipowiec
- zamek w Mirowie
- zamek w Morawicy
- zamek w Morsku
- zamek Pieskowa Skała
- Zamek Sielecki
- zamek w Smoleniu
- zamek w Sławkowie
- zamek Ogrodzieniec
- zamek Tenczyn
- zamek Udórz

## Strażnice
- Strażnica Łutowiec
- Strażnica Przewodziszowice
- Strażnica Suliszowice

Ponadto istniały strażnice w takich miejscowościach jak: Dubie, Giebło, Klucze, Kwaśniów, Częstochowa-Mirów, Wiesiółka, Złoty Potok.

## Szlak turystyczny
Większość zamków łączy  czerwony znakowany szlak turystyczny, tzw. Szlak Orlich Gniazd liczący ok. 163 km długości.
Na trasie tego szlaku znajdują się ruiny zamków: Olsztyn, Ostrężnik, Mirów, Morsko, Ogrodzieniec, Smoleń, Bydlin, Rabsztyn i Ojców oraz odbudowane zamki w Pieskowej Skale i Bobolicach. Napotkamy na nim także pałace w Złotym Potoku i Pilicy.
Szlak przebiega również przez szereg rezerwatów przyrody. Pierwszymi ciekawymi miejscami są olsztyńskie rezerwaty: Zielona Góra i Sokole Góry. Dalej szlak biegnie przez Rezerwat Parkowe, rezerwaty Ostrężnik, Góra Zborów i Smoleń oraz Ojcowski Park Narodowy.
Szlak zaczyna się w centrum Częstochowy obok kościoła św. Zygmunta, a kończy w pobliżu Wawelu w Krakowie. Prawie cały szlak wiedzie bardzo urozmaiconym, skalistym terenem z wieloma osobliwościami przyrodniczymi i historycznymi. Po drodze napotykamy również wiele zabytkowych kościołów, m.in. w następujących miejscowościach:
- Olsztyn
- Zrębice
- Złoty Potok
- Niegowa
- Pilica
- Giebułtów

Wytyczono również alternatywny  Szlak Warowni Jurajskich prowadzący przez miejsca pominięte przez Szlak Orlich Gniazd.